# Yati
Yati es el término histórico empleado para referirse a los monjes en la religión jaina.

## Nombre sánscrito y etimología
- yati, en el sistema AITS (alfabeto internacional para la transliteración del sánscrito).[1]
- यति, en escritura devanagari del sánscrito.[1]
- Pronunciación:
  - /iáti/ en sánscrito[1] o bien
  - /ióti/ en bengalí.
- Etimología:[1]

### Otras acepciones de «iati»
- iati: tantos como (en latín, quot), tantas veces, cuantas veces, cuán a menudo; según el Rig-veda.
- iati: un triturador; según el Rig-veda (el texto más antiguo de la India, de mediados del II milenio a. C.), 7.13.1.
  - iati: un dador; según el escoliasta (comentario) de Saiana.
- iati: ‘alguien que se esfuerza’, un asceta o devoto que ha frenado sus pasiones y abandonado del mundo;Up. Mn. Majabhárata (texto epicorreligioso del siglo III a. C.),  &c (cf. IW. 131)
- iati: nombre de una raza mítica de ascetas (relacionados con los Bhrigus; y a quienes se considera que tuvieron una parte de la creación del mundo; según el Rig-veda.

- Iati: nombre de uno de los hijos del dios de cuatro cabezas, Brahmá; según el Bhágavata-purana.
- Iati: nombre de uno de los hijos del rey Najusha; según el Majabhárata, Hariv. Pur.
- Iati: nombre de uno de los hijos del sabio Viswamitra; según el Majabhárata.
- Iati: nombre de Shiva; según el Majabhárata.
- iati: represión, control, contención, orientación; según el Taittiríia-samjita y los textos brāhmaṇa
- iati: detener, cesar, realizar una pausa (en música); según el Sam2gi1t.
- iati: una cesura (en prosodia); según Pin3g.
- iati o iatī, una viuda; según lexicógrafos (tales como Amara Simja, Jalaiuda, Jema Chandra, etc.)

## Historia del término
En el periodo medieval tardío, se refirió a los monjes que permanecían en un lugar en vez de llevar una vida errante como suele requerirse para un monje yain.
Era más frecuente que este término se refiera a los monjes swetámbara, aunque también podía referirse a los monjes digambara. En ocasiones también sirve para denominar a ascetas de otras tradiciones y religiones.
Algunos estudiosos yainas que se casaban recibían el nombre de sansari iati or majatmas.
Algunas dinastías poderosas en el estado de Rayastán tuvieron una relación cercana con los iatis.
Los iatis, por su vida estacionaria, gestionan frecuentemente propiedades o instituciones. Sus residencias se conocen generalmente como iatiyi.
El desarrollo y restableciemiento de las órdenes de monjes errantes a finales de siglo XIX y principios del XX ha hecho que el número de iatis se reduzca notablemente.

## Shripuyia
Los líderes de las instituciones de iatis suetambaras se llamaban frecuentemente Sripuyia,
y su equivalente entre los digambar eran los bhattarakas. Solo los iatis célibes podían convertirse en sripuyia.
Actualmente han sido reemplazados por los acharias, que dirigen las órdenes de monjes errantes.